# Совка ювентина
Совка ювентина, или совка папоротниковая, или совка орляковая, или совка красноватая мохноногая (лат. Callopistria juventina) — бабочка семейства совок.

## Описание

Размах крыльев 27—34 мм. Верхняя сторона передних крыльев розово-сиреневая с разводами и рисунком. Задние крылья на верхней стороне одноцветные, серого цвета с тёмно-серым тоном ближе к внешнему краю. Бахромка крыльев светло-серого цвета, а на передних крыльях — пёстрая. Усики нитевидные. Бедра и голени ног обильно опушены. Брюшко серого цвета.

## Ареал
Центральная и Южная Европа, Кавказ, Ближний Восток, Иран, Малая и Средняя Азия, Урал, Сибирь, юг Приморья, Дальний Восток, Китай, Вьетнам, Япония, Корея, Северная Африка.

## Биология
Бабочки населяют сосновые и смешанные леса с произрастающими папоротниками-орялками (Pteridium aquilinum). Время лёта в июле — августе. Бабочки ведут сумеречный образ жизни и в дневное время прячутся в травянистой растительности. Гусеницы питаются на папоротнике-орляке. Гусеницы развиваются с августа до мая следующего года, зимуют в коконе.